# Spert Island
Spert Island ist eine Insel im Palmer-Archipel westlich der Antarktischen Halbinsel. Sie liegt vor dem westlichen Ausläufer von Trinity Island, von der sie durch die 110 m breite Tschajka-Passage getrennt ist.
Teilnehmer der Schwedischen Antarktisexpedition (1901–1903) unter der Leitung Otto Nordenskjölds kartierten sie. Das UK Antarctic Place-Names Committee nahm 1960 die Benennung vor. Namensgeber ist Thomas Spert († 1541), Kapitän der Mary Rose, des Flaggschiffs König Heinrichs des VIII., und erster Master of the Mariners of England.